# Errina aspera
Errina aspera är en nässeldjursart som först beskrevs av Carl von Linné 1767.  Errina aspera ingår i släktet Errina och familjen Stylasteridae. Inga underarter finns listade i Catalogue of Life.